# San Vincenti
San Vincenti (già San Vincenzio in Altaserra) è una frazione del comune italiano di Gaiole in Chianti, nella provincia di Siena, in Toscana.

## Geografia fisica
La frazione di San Vincenti è situata a 520 m di altitudine, fra le sorgenti dei torrenti Ambra e Ambrella, sul fianco del Monte Luco al limite orientale con la provincia di Arezzo. Confina a nord con Nusenna, a est con Ambra, a sud con Montebenichi e ad ovest con il Monte Luco e la sua rocca di Monteluco della Berardenga.
San Vincenti dista poco più di 15 km dal capoluogo comunale di Gaiole e circa 40 km da Siena.

## Storia
Anticamente noto con il toponimo di Bonus Pagus, il borgo si sviluppò con il nome di San Vincenzio in Altaserra, poi divenuto San Vincenti, quando nel VII secolo venne qui edificato un oratorio che fu poi innalzato a basilica compresa nel pievanato di Santa Maria Assunta in Altaserra di Montebenichi. La prima documentazione scritta risale al 715, quando è citata per l'appunto la «basilica Sancti Vincenti in fundo Bonuspagus». Secondo la tradizione, il borgo con la chiesa sarebbero stati fondati da Servando, vescovo di Arezzo. In seguito all'anno 1000 San Vincenti conobbe una certa importanza, in quanto divenne sede di uno spedale per i pellegrini, e la chiesa fu elevata a pieve.
Nel territorio di San Vincenti era compresa anche la cura di San Matteo della rocca di Monteluco della Berardenga, attestata dal 1085. In epoca moderna, San Vincenti divenne giuspadronato della famiglia dei baroni Ricasoli, che possedevano qui numerosi beni e terreni.
Nel 1833 si contavano a San Vincenti 181 abitanti.

## Monumenti e luoghi d'interesse

### Architetture religiose
Al centro dell'abitato si trova la pieve di San Vincenti, un edificio risalente al VII secolo, documentato come basilica nel 715 e poi come pieve nel 1104. Secondo la tradizione, fu fondata come oratorio dal vescovo Servando, poi ampliata agli inizi dell'VIII secolo dal vescovo Luperziano, il quale vi consacrò due altari dedicati a San Quirico e a San Lorentino. La chiesa presenta un impianto a tre navate con un'abside semicircolare e facciata a capanna: sono ancora presenti resti del paramento murario romanico originario in filaretto di pietra alberese. All'interno si conservano alcuni pregevoli affreschi della fine del XIV secolo ed un fonte battesimale datato 1714.
La frazione è servita da un proprio cimitero, posto poco a nord rispetto al centro.